# José Ángel Valdés
José Ángel Valdés Díaz (ur. 5 września 1989 w Gijón) – hiszpański piłkarz występujący na pozycji obrońcy w hiszpańskim klubie SD Eibar.

## Kariera
Ángel zaczął swoją karierę w 1994 roku klubie Roces. Po dwóch latach w tym zespole przeniósł się do La Braña, jednakże tam występował tylko przez rok. W 1997 roku przeniósł się do Sportingu Gijón. Swój debiut w pierwszym zespole zaliczył 8 lutego 2009 roku w przegranym 1-3 spotkaniu Primera División z FC Barceloną. W domowym spotkaniu Deportivo La Coruña zdobył swoją pierwszą bramkę w hiszpańskiej ekstraklasie. 19 lipca 2011 został sprzedany do AS Roma, który zapłaci za niego 4,5 mln euro plus bonusy.